# 天啓のアリマリア
『天啓のアリマリア』（てんけいのアリマリア）は、原作：作元健司、漫画：伊十楽（イソラ）による日本の漫画作品。『週刊少年マガジン』（講談社）にて、2014年27号から2014年39号まで連載。無料漫画アプリ『マンガボックス』にも掲載。単行本は全2巻。

## 概要
脱衣を織り交ぜたギャンブルを題材とした作品。ギャンブル大国と化した近未来の日本を舞台に、賭博名家の令嬢の少女とその執事の少年が織り成すギャンブルストーリーであり、主に令嬢が脱衣ギャンブルに挑み様々な猛者たちや難関なギャンブルに立ち向かって戦い勝ち抜いていく。登場するギャンブルは既存のものや、本作品独自のオリジナルの競技が描かれていく。先述の脱衣などのお色気描写やギャグ描写、ギャンブル勝負にありがちに描かれるシリアスな描写を織り交ぜたバランスの取れた作風が特徴。

## あらすじ
20XX年、ギャンブル産業が盛んになり世界最大の賭博大国と化した日本。賭博名家・星宗家の次期当主・星宗マリアは、自身に挑みにきた女（仮称「あの子」）をポーカーで圧倒し、文字通り「丸裸」にした。その翌日、マリアに仕える少年執事・有馬と共に、入学さえすれば賭博大国（日本）の頂点に立つ可能性が掴めるといわれるギャンブル専門学校・賭立シャルダーク学園の入学試験に挑む。入学試験前に行われるルール・橋渡りギャンブルの試練においてマリアは持ち前の博才で難なく突破し、有馬は下着一丁になりながらも橋渡りの番人の説明の裏を突いた型破りな発想で突破する。そして2人は試験会場に辿り着き、さらなる試練に臨む。こうして少年少女の白熱した脱衣ギャンブルが始まった。

## 登場人物

### シャルダーク学園入学試験参加者
星宗 マリア（ほしむね マリア）
本作の主人公。壊滅した賭博名家・星宗家の生き残りの次期当主の令嬢で、紫色の長髪をサイドテールにした容姿端麗の美少女。計り知れない博才の持ち主であり、初めてやるギャンブルであってもルールを理解したうえで手に取ったように難なく軽々といなす、それに伴う場の空気を読み取る直感や洞察力も持ち合わせている。ギャンブルであったなら、「自分が相手をする以上、パンツ一枚すら残させはしない」「おいしいところだけ持っていく」という流儀のもと、相手がたとえ女であっても全裸にすることも平気でやるなど過激な部分を持つ。対戦してきた相手の中では実力のある者は覚えているが、遊びにしかならない程度の者は覚えていない。たこ焼きが好物。口癖は「なってないわね」。
有馬 鞘人（ありま さやと）
本作のもう一人の主人公で狂言回し。16歳。マリアに仕えて7年目の執事で、金髪で童顔の小柄な美少年。下着はブリーフ。マリアに好意と憧れを抱いており、彼女のためならば何でも尽くす（ただし、マリアの女相手に全裸にさせるなどの過激な行動にはやり過ぎだと発言することも）。マリアの戦いぶりに興奮してはしゃぐなど子供っぽい一面も持つ。昔から物事に対する考え方が独特であり、シャルダーク学園の入学試験の手前に行われる橋渡りの試練ギャンブルでは型破りな発想で橋を渡りきった。
海王院 孔雀（かいおういん くじゃく）
東部で有名な奴隷名家の令嬢。マリアとは1年前に全国Jrギャンブル選手権で対決して敗北して以来、彼女にリベンジを果たすためにシャルダーク学園の入学試験に参加する。しかしマリア本人は覚えていないうえに彼女に精神を逆撫でされ激昂し、一次試験の「6・6・6」でマリアと交戦するも、彼女の巧みなトリックと心理テクニックにより敗北。「敗者は体操服を爆破される」ルールにより体操服を爆破され、その豊満な裸体を晒した。
ポチ
孔雀の奴隷。アイスホッケーマスクを被った筋骨隆々の大男。
双葉 唄音（ふたば うたね）
シャルダーク学園の入学試験の参加者の1人。体操服のゼッケン番号は79番。眼鏡をかけたショートヘアでアホ毛がある巨乳の美少女。「チャンスタイム」においてシャルダークのくじ引きの組み合わせにより有馬とペアを組まされて「勝負役」に抜擢され、シャルダークと「合格野球拳」で対戦することになる。最初は自信がなく振るえ、1回目で負けて醜態を晒すも、有馬の言葉により、会ったばかりだが自然に「有馬を信じたい」と思い覚悟を決めて有馬の「チョキ」を出す指示に従い、勝負が決まる直前で有馬に性感帯であるおっぱいを触られて「パー」となり「グー」を出したシャルダークに勝利。おっぱいを触られたことに憤慨しても有馬に感謝の意を示して番人に二次試験の会場に連れていかれる。
皿屋敷 登（さらやしき のぼる）
シャルダーク学園の入学試験の参加者の1人。一次試験を突破して二次試験の課題「絶対マナー」でマリアと有馬と対戦することになる。関西弁を喋る、御曹司風のチャラ男。父がかつて母に口説いたという花占いの口説き文句でマリアを落とそうとするも無視され、氷堂姉妹に怯えて隠れているところを彼女らと同じ非道と揶揄される。好きな女性のタイプは巨乳というほどスケベで、マリアに色目を使っていた有馬とはいがみ合っている。絶対マナーではコールされなかったものの、逆にコールしようとして銀狐に邪魔されてしまい、何もできずに1人残って失格となった。
氷堂 銀狐（ひどう ぎんこ）&氷堂 銀華（ひどう ぎんか）
シャルダーク学園の入学試験の参加者である双子の姉妹。一次試験を突破して二次試験の課題「絶対マナー」でマリアと有馬と対戦することになる。一見可愛らしい風貌だが、その実は残虐性極まりなく、マリアによると、勝つためなら手段を選ばず、脅迫から暴力にまで至り、果てにはギャンブルの対戦相手を拉致・監禁も厭わない「非道の姉妹」。2人ともオッドアイであり、白いシルクハットを左に被り、左横分けの髪、うさぎのぬいぐるみとそれに隠したライフルを獲物とし、好きな拷問は電気椅子なのが銀華、黒いシルクハットを右に被り、右横分けの髪、熊のぬいぐるみとそれに隠したチェーンソーを獲物とし、好きな臓器は膵臓なのが銀狐。
二次試験開始前にマリアの暗殺を目論むも直前に来た有馬に阻止されたうえに試験官のオペラザに仲裁される。ゲーム開始から姉妹揃ってカモフラージュをかますも、銀華はマリアの策略に嵌められ、銀狐は有馬の策略によりマナーを見破られ敗北。

### シャルダーク学園入学試験主催者
ソウ・シャルダーク
超天才ギャンブラーといわれる、ギャンブル専門学校・賭立シャルダーク学園の創設者にして学長。有馬によると、北米ギャンブル大学の名門・トーバーク大学を首席で卒業し、数々の大会を総なめにした世界最強のギャンブラー。星宗マリアの父と闘い、星宗家を没落させた張本人。札束をドックにはさみ食すなど常軌を逸している。そのカリスマ性から女子のファンが多い。ジャンケンには今まで負けたことがない。
6・6・6の試合を番人に化けてマリアの試合を観戦していた。これは、試験ごとに設けてある「チャンスタイム」に間に合わせるためでもあった。自らに勝てば一次試験を合格とする「合格野球拳」を、くじで有馬と双葉唄音のコンビを組ませて自らに挑ませて圧倒するも、最後は有馬の型破りな発想により敗北を喫する。
番人（ばんにん）
髑髏の仮面をつけ、黒布を纏った男。シャルダーク学園の入学試験会場に行く前に行われる試練ギャンブル「変形賽子」の番人を務める。彼のほかにも、出題するギャンブルにより複数の番人が登場する。
シャルダーク少年合唱団
入学試験ごとに設けている「チャンスタイム」にのみ登場する、番人とは違った仮面をつけた喪服の少年たち。
オペラザ
二次試験の「絶対マナー」の試験官を務める、タキシードとシルクハット、仮面を纏ったピエロ風の男。本来禁止されている、試験前の参加者への暗殺行為を犯そうとした氷堂姉妹の仲裁に入るも「それでこそ、賭博学園に相応しい逸材だ」と評して自身の一存でお咎めなしとした。

### その他
あの子
物語冒頭で登場した女。名前は不明で、「あの子」は有馬の発言による仮称。マリアとポーカーで勝負していたが、彼女に全く歯が立たず全裸寸前のパンツだけになっていた（近くにはブラジャーがあった）。マリアに服を1枚だけでも着させるように頼んだが断られ、最後は止めを刺されてパンツを奪われ、文字通り「丸裸」にされた。なお、マリアが彼女と戦ったのはシャルダーク学園の入学試験に備えた肩慣らしであったとのこと。
ヒゲマツ
番外編に登場。東京で経営する奴隷店の店主。複数の少年奴隷を売り物にしている。
赤雛（あかひな）
番外編に登場。プロギャンブラー。オヤジギャグが嫌い。有馬を賭けてマリアとC&Cで交戦するも、マリアに精神を逆撫でされ、翻弄された末に敗北。

## 用語
賭立シャルダーク学園（とりつシャルダークがくえん）
日本で最も注目されているギャンブル専門学校。入学さえすれば、誰もが日本のトップになれる可能性をつかめるといわれている。入学式には出店が出ているなど縁日な光景になるが、同時に入学試験に臨む前に試練が出題される。
ヌゲヨフクピラニア
その名の通り、繊維体などの衣類をエサにする獰猛な「服食系淡水魚」。シャルダーク学園の周りを流れる川に棲んでいる。
体操服（たいそうふく）
シャルダーク学園の入学一次試験「6・6・6」からの挑戦者に配給される、学園規定の体操服であり、3桁の受験番号のゼッケンがついた半袖シャツ、男子は短パンで、女子はブルマと古典的なデザイン。だが、この体操服には入学試験で出題されるギャンブルで敗北すると下着を吹き飛ばすほどの威力で起爆する仕組みになっている。
チャンスタイム
一次試験ごとに設けてある特別勝負。学長であるシャルダークが自ら勝負を買って出て、その際に出題したギャンブルに勝利すれば一次試験突破となる。
ドレス / 紳士服
二次試験「絶対マナー」で着用する衣服。こちらも体操服同様、負ければ服を吹き飛ばすほどの威力を誇る爆弾が仕掛けられている。

## 登場ギャンブル
上述の通り、既存のものやオリジナルの競技が登場する。
ポーカー
物語冒頭で登場したギャンブル。ルールは通常のポーカーと同じ。劇中の描写によれば、掛け金がなくなった方が1回戦ごとに負けるたびに服を1着ずつ奪われる。
変形賽子（ディメンション・ダイス）
シャルダーク学園の入学試験会場に行く前に行われる試練ギャンブル。一言で言えば「橋渡りすごろく」のようなもの。アウトマス（髑髏印）6か所、セーフマス4か所の合計10マスの双六盤となっている橋を、目がランダムに21に割り振ってあるルービックキューブ状のサイコロを自分の好きな形の出目に変形させて投げ、出た目の数だけマスを進む。セーフマスに着けばそのままサイコロを変形させて同じ様に続け、アウトマスに着けば落下し、「ヌゲヨフクピラニア」に服を食いちぎられる。制限時間は一投に着き1分。時間切れになっても即落下となる。なお、番人は「落下したら失格」とは発言していないため、橋を渡りきるまでは何度でも挑戦できることが劇中で暗に示唆されている。
6・6・6（トリプルシックス）
シャルダーク学園の一次試験に出題されるギャンブル。この時点から己の誇り「尊厳」を賭ける。1対1の受験生同士で勝負する方式で行われる。体操着と共に支給された現代の日本円の硬貨6種類1枚ずつの合計666円を使用。互いが両サイドに硬貨を入れる穴があるテーブルに座り、互いが6枚のうち1枚を穴に入れ、数の大きいほうが勝ち。また、例外として最強の数の500円玉に対して最弱の1円玉を入れれば勝てる。持ち時間は1回戦につき3分で、有効となるのは自分の入れた硬貨1枚目のみで、後から落ちた硬貨は無効となる（他の受験生の硬貨を使用しても同様に無効）。仮に2枚同時に入れた場合は先に落ちた硬貨がカウントされる。先に3勝した者が一次試験合格となる。硬貨が切れた時点で3勝出来なかった場合は失格となる。
合格野球拳（ごうかくジャンケン）
シャルダークがマリアと有馬の試験中のチャンスタイムに出題したギャンブル。2人でシャルダーク自身と対戦する、2対1の野球拳。シャルダークがくじ引きで抽選して対戦するペアを決め、「勝負役」と「脱衣役」をそれぞれ指名する。勝負役のみシャルダークとジャンケンし、一度でも勝てば合格、負ければ勝負役がジャンケンで負けたときの手によって脱衣役がその枚数分脱がなくてはならない。負けた場合、靴下や装飾品を除いた、「グーが1枚、チョキが3枚、パーが5枚」脱ぐ。脱衣で全裸になった場合は失格となる。なお、脱衣役は「相方を脱がさなきゃいけない」とは決まっていない。シャルダーク少年合唱団の「野球拳の歌」を模した合唱の流れで「アウト！セーフ！ヨヨイのヨイ！」の掛け声に乗ってジャンケンをする。
絶対マナー（ぜったいマナー）
試験官のオペラザによる説明で、モニター画面で掲示される
- 絶対 語尾で"ニャン"と言わねばならない｜絶対 語尾で"ワン"と言わねばならない
- 絶対 腕を組んでいなければならない｜絶対 両手を組んでいなければならない
- 絶対 あぐらをかいていなければならない｜絶対 脚を組んでいなければならない

の6つのマナーのうち、1人1つに絶対に守らなければならないのと同時に、相手のマナーを看破することが課される。参加者はテーブルに座り、それぞれ課されるマナーの内容が書かれた封筒を1通取り、その内容を10分以内に確認し、ゲームが開始したらそのマナーを破ってはならない。その際に好きに会話でもして何気ない内容から相手の観察したり、逆に相手にマナーの内容を知られないようにカモフラージュしたり、ブラフを仕掛けたりすることも可能。そこから相手のマナーを見破った場合、テーブル中央のボタンを押して誰がどのマナーかをコールする。コールが成功すると二次試験突破となるが、コールされた者とコール失敗者、最後の1人まで残ってしまった場合は失格となる。また、マナーを破れば即失格となり、着ている服が起爆する。なお、このギャンブルには実質的に「会話」が必須なので、無言や黙秘など会話が成立していない場合でも失格となる。また、語尾に「ワン」「ニャン」をつけるマナーの場合、発声から3秒以内につけないとアウトとなる。シャルダークいわく「普段どれだけオシャレに生きているかが問われるゲーム」であり、「"オシャレ"を制する者が勝つ」ギャンブル。
運命の一択
二次試験を突破した有馬に課した、シャルダーク自ら考案したギャンブル。シャルダークが合格1枚、不合格2枚の計3枚を裏返し、その中から合格の札を捲れば入学試験合格、不合格なら失格となる。シャルダークいわく「運任せじゃ合格できない正式な学園の試験」。制限時間は5分。時間がたてばシャルダークからヒントが出される（マリアいわく「モンティ・ホールパラドックス」）。一見、単純なギャンブルだが、実はシャルダークの言葉と、この試験の意図に気付けるかの洞察力を問われる緻密な仕掛けが施されていた。
C&C（カップアンドコイン）
外伝に登場。赤雛がマリアに課したギャンブル。赤雛いわく「TVや漫画でも有名」。表面張力をつかったゲームで、水の入ったコップに1枚ずつ交互に銀貨（コイン）を入れ、先に水が溢れた方が負け。さらに、1枚入れるごとに相手は一枚脱いでいき、水が溢れなくても先に裸になったら負け。赤雛が負ければ有馬をマリアに譲り、マリアが負ければ裸をさらすという取り決め。

## 書籍
- 作元健司・伊十楽 『天啓のアリマリア』 講談社〈講談社コミックス〉、全2巻 
  1. 2014年9月17日発売 ISBN 978-4-06-395196-7[3]
  2. 2014年11月17日発売 ISBN 978-4-06-395251-3[4]